# Store mosse-Färgån
Store mosse-Färgån este o arie protejată (arie specială de conservare — SAC, sit de importanță comunitară — SCI, arie de protecție specială avifaunistică — SPA) din Suedia întinsă pe o suprafață de 144,7 ha, integral pe uscat.

## Localizare
Centrul sitului Store mosse-Färgån este situat la coordonatele 57°00′21″N 13°20′30″E / 57.0059°N 13.3417°E.

## Înființare
Situl Store mosse-Färgån a fost declarat sit de importanță comunitară în ianuarie 1997 pentru a proteja 3 specii de animale. Alte tipuri de protecție:
- arie de protecție specială avifaunistică (în iulie 2000)[2]
- arie specială de conservare (în martie 2011)[1][3][4]

## Biodiversitate
Situată în ecoregiunea boreală, aria protejată conține 2 habitate naturale: Turbării active, Mlaștini împădurite.
La baza desemnării sitului se află mai multe specii protejate de  păsări (3): ploier auriu (Pluvialis apricaria), cocoșul de mesteacăn (Tetrao tetrix tetrix), fluierar de mlaștină (Tringa glareola).